# Langue accusative
Pour un article plus général, voir Structure d'actance.
En grammaire et en typologie linguistique, une langue accusative, ou plus précisément une langue à structure d'actance de type nominatif-accusatif, est une langue dont la grammaire comporte une opposition fondamentale entre les deux fonctions syntaxiques de sujet et d'objet et où la notion de sujet est indépendante de la transitivité du verbe de la proposition.
Dans une langue accusative, l'actant unique d'un verbe intransitif est représenté de la même façon que le sujet d'un verbe transitif, qui, associé à un verbe d'action à la voix active, tend à avoir un rôle sémantique d'agent. L'objet d'un verbe transitif, qui dans les mêmes conditions tend à avoir un rôle sémantique de patient, est marqué différemment. Quand la langue comporte une déclinaison, la fonction de sujet est indiquée par le cas nominatif, celle d'objet par l'accusatif.
Le concept s'oppose principalement à celui de langue ergative, où le sujet du verbe intransitif est marqué de la même façon que l'objet du verbe transitif et s'opposant globalement au sujet du verbe transitif. Il existe cependant d'autres types encore de structures d'actance.

## Illustration
|                     | Opposition fondamentale    |                                                  |                                               |                                               |
| Fonctions :         | Sujet d'un verbe transitif | sujet d'un verbe intransitif + attribut du sujet | COD (d'un verbe transitif)                    |                                               |
| Langues ergatives   | Cas :                      | → ergatif                                        | → absolutif                                   | → absolutif                                   |
| Langues ergatives   | Exemples (basque) :        | Gizon-ak otso-bat du « L'homme a un loup »       | Gizon-a otso-bat da « L'homme est un loup »   | Gizon-ak otso-bat du « L'homme a un loup »    |
| Langues accusatives | Cas :                      | → nominatif                                      | → nominatif                                   | → accusatif                                   |
| Langues accusatives | Exemples (latin) :         | Homo lup-um habet « L'homme a un loup »          | Homo lup-us est « L'homme est un loup »       | Homo lup-um habet « L'homme a un loup »       |
| Langues accusatives | Exemples (allemand) :      | Der Mann hat einen Wolf « L'homme a un loup »    | Der Mann ist ein Wolf « L'homme est un loup » | Der Mann hat einen Wolf « L'homme a un loup » |

Notes : 
1. basque : gizon = « homme », otso = « loup », -ak est le suffixe d'ergatif singulier, -a d'absolutif ; bat = « un » ; du (transitif) se traduit « [il] a », da « [il] est » (intransitif) ;
2. latin : homo, « homme », est au nominatif, comme lup-us, « loup », -us étant une désinence de nominatif et -um d'accusatif ; habet (transitif) se traduit « [il] a », est (intransitif) « [il] est »;
3. allemand : Mann, « homme », est au nominatif, comme Wolf, « loup », les déterminants der et ein étant au nominatif, et einen à l'accusatif ; hat (transitif) se traduit « [il] a », ist (intransitif) « [il] est ».

En français (langue accusative), la fonction syntaxique sujet/objet des groupes nominaux n'est pas marquée par un cas grammatical mais par l'ordre des mots, à la seule exception des pronoms personnels : il = sujet | le = objet.

## Répartition
La structure nominative-accusative est la plus courante des structures d'actance dans les langues du monde. Les langues accusatives sont donc répandues sur tous les continents et dominent exclusivement dans certaines zones. Toutes les langues en Europe sont accusatives, à l'exception du basque et de la plupart des langues caucasiennes. Les langues en Afrique sont également très généralement accusatives.